# Akua'maa
Akua'maa (Akua's kind) is een mythologisch beeld in de Ashanti-cultuur, en is de variant van akua'ba. Het beeld symboliseert de vrouwelijke schoonheid. Het hoofd van akua'maa is hoog en ovaal en dat is in feite een gevolg van hoofdmassage bij zuigelingen. Akua'maa heeft een naar beneden uitlopende, geringde nek; een symbool voor vrouwen die te vet eten en daardoor dik zijn geworden. Op deze manier wijst het vrouwfiguur op een gezond dieet.
Akua'maa is een figuur dat symbool staat voor het overgeven van de familielijn via de vrouw. In tegenstelling tot akua'ba, hoeft dit figuur niet gebruikt te worden in rituelen of dergelijke.